# Carole Ann Ford
Carole Ann Ford (1940. június 16. –) angol színésznő.

## Szerepei

### Filmek
- The Last Load (1948)
- The Ghost Train Murder (1959)
- Horrors of the Black Museum (1959)
- Mix Me a Person (1962)
- Triffidek napja  (1962)
- The Punch and Judy Man (1963)
- The Great St. Trinian's Train Robbery (1966)
- The Man Outside (1967)
- The Hiding Place (1975)

### Tévéfilmek
- Expresso Bongo (1958) (BBC)
- Probation Officer 12. része (1959) (ITV)
- Emergency-Ward 10 1385. része (1960) (ITV)
- Dixon of Dock Green River Beat része (1961) (BBC)
- No Hiding Place The Toy House része (1961) (ITV)
- Crying Down the Lane 1. része (1962) (BBC)
- Z Cars Big Catch része (1962) (BBC)
- Harpers West One 18. része (1962) (ITV)
- Suspense The Man on the Bicycle része (1963) (BBC)
- Ki vagy, Doki? első 51 epizódja (1963-64) (BBC)
- Public Eye The Man on the Bicycle része (1965) (ITV)
- Whatever Happened to the Likely Lads? (1974) (BBC)
- Ki vagy, Doki? The Five Doctors része (1983) (BBC)
- Doctor Who: Dimensions in Time rövid jótékonysági film (1993) (BBC)
- An Adventure in Space and Time (2013)

### VHS filmek
- Shakedown: Return of the Sontarans (1994)
- Soul's Ark (1999)

## Fordítás
Ez a szócikk részben vagy egészben  a   Carole_Ann_Ford című angol Wikipédia-szócikk fordításán alapul.  Az eredeti cikk szerkesztőit annak laptörténete sorolja fel. Ez a jelzés csupán a megfogalmazás eredetét és a szerzői jogokat jelzi, nem szolgál a cikkben szereplő információk forrásmegjelöléseként.